# Institut de recherche anti-contrefaçon de médicaments
 (septembre 2014).
Si vous disposez d'ouvrages ou d'articles de référence ou si vous connaissez des sites web de qualité traitant du thème abordé ici, merci de compléter l'article en donnant les références utiles à sa vérifiabilité et en les liant à la section « Notes et références ».
| Sigles de 2 caractères   |
| Sigles de 3 caractères   |
| Sigles de 4 caractères   |
| ► Sigles de 5 caractères |
| Sigles de 6 caractères   |
| Sigles de 7 caractères   |
| Sigles de 8 caractères   |

L’Institut international de recherche anti-contrefaçon de médicaments (l’Iracm) est une association internationale indépendante à but non lucratif dont la mission principale est de promouvoir et développer la lutte contre le trafic de médicaments contrefaits à travers le monde. L’institut intervient dans les domaines de la prévention, de la recherche, du conseil et de la formation.

## Historique
Créé en octobre 2010 sous le statut d’association loi de 1901, l’Iracm répondait à un besoin de former les agents des autorités répressives internationales à la lutte contre le trafic de médicaments falsifiés. Il centralise les connaissances, recense et propose les bonnes pratiques et les savoir-faire. Il se positionne en interlocuteur des décideurs et organisme de consultation afin de constituer une force de propositions auprès des pouvoirs politiques et judiciaires nationaux et internationaux.

## Direction de l’institut
Bernard Leroy est le directeur de l’Iracm. Juge d'instruction spécialisé dans les stupéfiants de 1979 à 1988, il occupe ensuite le poste de conseiller pour les affaires juridiques et internationales à la MILTD de 1988 à 1990. Il devient ensuite responsable du programme d’assistance juridique de l’ONUDC (United Nations Office on Drugs and Crime) de 1990 à 2010, puis est avocat général à la Cour d’appel de Versailles de 2010 jusqu’à 2013. Il prend la direction de l’Iracm en juillet 2013.
Bernard Leroy a également été élu en 2014 membre de l’Organe international de contrôle des stupéfiants (OICS) par le Conseil économique et social des Nations unies pour une prise de fonction en 2015.

## Stratégie et activités
Les actions de prévention et de lutte contre le trafic de médicaments falsifiés menées par l’Iracm s’articulent autour de sept axes principaux :
- renforcer et élargir les partenariats avec les instances investies dans la lutte contre la contrefaçon de médicaments ;
- regrouper des experts sur la contrefaçon et la falsification des médicaments ;
- mener des actions de recherche sur les problématiques liées à la falsification de médicaments ;
- sensibiliser l’opinion publique, les gouvernements et les pouvoirs judiciaires au niveau international aux risques sanitaires liés à la contrefaçon de médicaments et à son ampleur ;
- promouvoir des instruments tels que la convention Médicrime[1] et la convention de Palerme et développer l’entraide judiciaire ;
- proposer des bases de données regroupant les technologies de lutte contre la contrefaçon et la falsification des produits pharmaceutiques, ainsi qu’un observatoire géographique et thématique ;
- former les spécialistes internationaux (professionnels de santé, douaniers, policiers, gendarmes, régulateurs de santé, juristes, etc.) et les décideurs engagés dans le combat contre le trafic de faux médicaments. Depuis sa création, l’institut a formé plus de 1 500 personnes de plus de 60 nationalités différentes.

Depuis sa création, l’Iracm a lancé une série de projets avec la Commission européenne sous le nom de Pharmacrime, portant sur l’élaboration d’outils pour les enquêtes relatives à la criminalité pharmaceutique. 

## Partenariats
L’Iracm est partenaire d’organisations internationales et de grandes institutions nationales. 
- L’Organisation mondiale des douanes (OMD) qui organise des actions douanières de grande ampleur comme les opérations Vicegrips 2 et Biyela 1 et 2.
- Interpol pour l’organisation d’actions de formation et de sensibilisation internationales.
- La Commission européenne, partenaire dans le programme Pharmacrime pour la lutte contre le trafic de faux médicaments.
- L’université Panthéon-Assas de Paris qui a lancé le premier diplôme universitaire français sur la Criminalité pharmaceutique.
- Le Fonds de Solidarité Prioritaire Mékong, dit FSP Mékong, qui organise régulièrement des stages de formation à l’attention des agents répressifs de la région du sud-est asiatique.
- La Fondation Tatalli-Iyali, partenaire pour la mise en place d’actions de formation, de prévention et de conseil en Afrique.
- L’Université Arabe Nayef des Sciences Sécuritaires (NAUSS), pour la formation des policiers, juges et procureurs des pays arabes.
- Le China Criminal Police College qui coordonne des stages de formation et de sensibilisation à l’attention des policiers chinois.